# Juliette Dubufe
 (décembre 2016).
Pour les articles homonymes, voir Dubufe.
Juliette Dubufe, née Juliette Zimmermann le 14 mai 1822 à Paris, où elle est morte le 6 août 1855, est une sculptrice française.

## Biographie
Juliette Zimmermann est la fille du professeur de piano Pierre-Joseph-Guillaume Zimmerman et la sœur d'Anna  Zimmermann, épouse du compositeur Charles Gounod.
Au salon de 1848, elle expose deux bustes en marbre. L'un de son père et l'autre de Paul Delaroche.

### Vie de famille
Elle épouse le peintre Édouard Louis Dubufe le 11 janvier 1842. Ensemble ils ont deux enfants : Guillaume Dubufe (16 mai 1853 - 25 mai 1909), qui deviendra artiste peintre, et Juliette-Hortense Dubufe (6 août 1855 - 9 août 1855). 

### Mort
Juliette Dubufe meurt en donnant le jour à sa fille Juliette-Hortense-Marguerite le 6 août 1853.

Œuvres de Juliette Dubufe
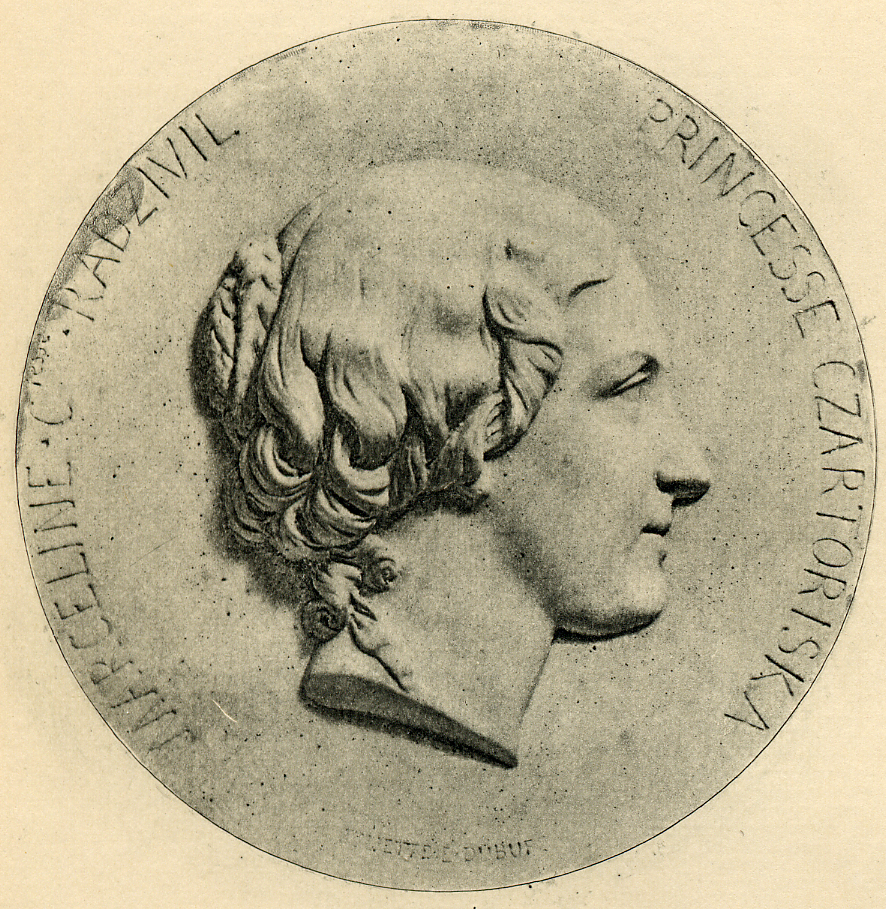
Marcelina Czartoryska, médaillon en plâtre.
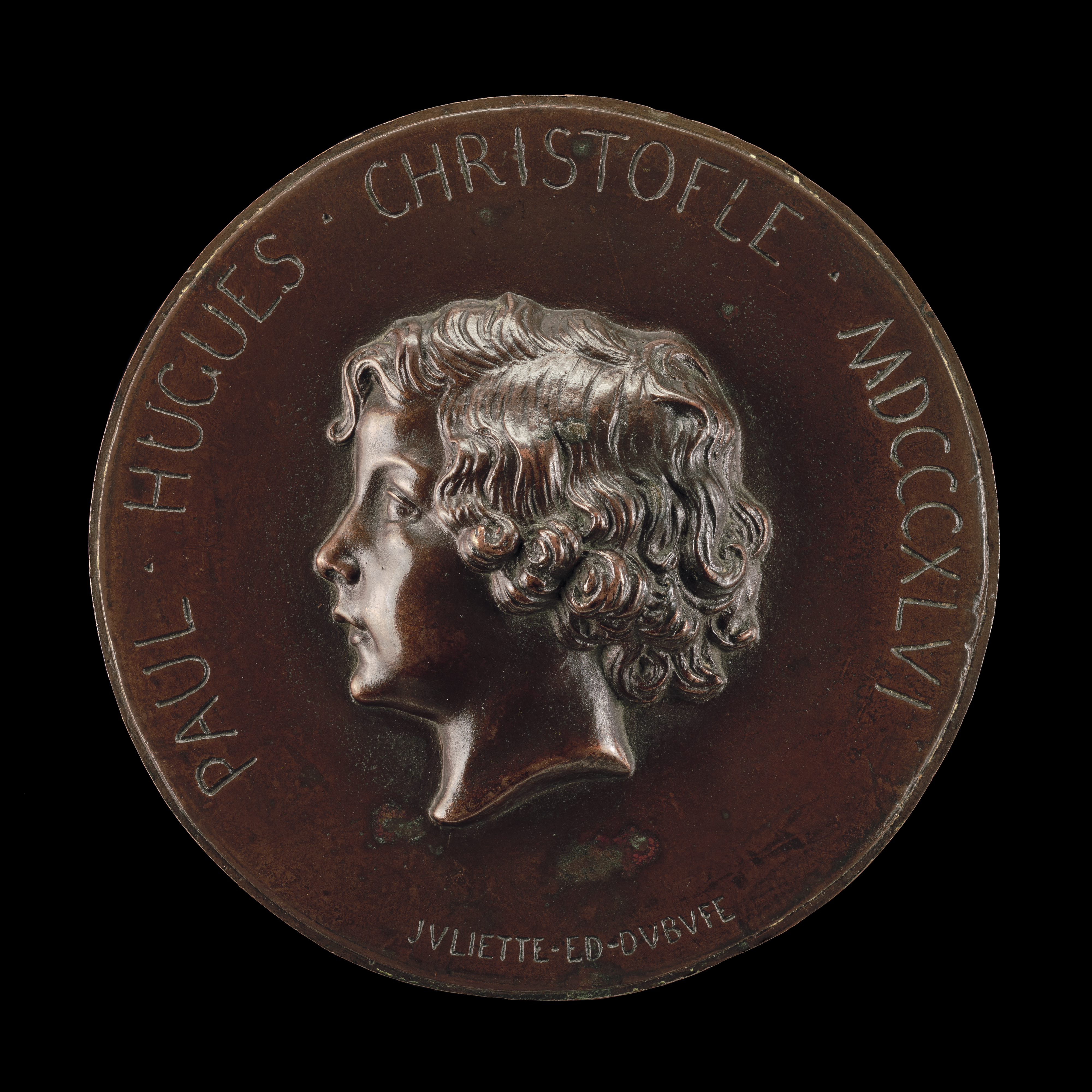
Paul Hugues Christofle (1846), médaillon en bronze, Washington, National Gallery of Art.

### Iconographie
- Édouard Dubufe, Portrait de Madame Édouard Dubufe, née Juliette Zimmermann, vers 1845, huile sur toile cintrée, 129 × 84 cm, Paris, musée d'Orsay (notice sur musee-orsay.fr).